# Tjärne vatten
Tjärne vatten är en sjö i Tjörns kommun i Bohuslän och ingår i Göta älv-Bäveåns kustområde. Sjön är 5 meter djup, har en yta på 0,0375 kvadratkilometer och befinner sig 33 meter över havet.

## Delavrinningsområde
Tjärne vatten ingår i det delavrinningsområde (643888-125600) som SMHI kallar för Mynnar i havet. Medelhöjden är 39 meter över havet och ytan är 6,86 kvadratkilometer. Det finns inga avrinningsområden uppströms utan avrinningsområdet är högsta punkten. Avrinningsområdets utflöde Gunnebybäcken mynnar i havet. Avrinningsområdet består mestadels av skog (25 %), öppen mark (44 %) och jordbruk (31 %). Avrinningsområdet har 0,04 kvadratkilometer vattenytor vilket ger det en sjöprocent på 0,5 %.